# Soreng
Soreng (Nepali सोरेङ) ist ein Ort und der Sitz der Distriktverwaltung des Distrikts Soreng im indischen Bundesstaat Sikkim Bei der Volkszählung 2011 hatte der Ort 3818 Einwohner. Auf der Straße ist Soreng etwa 45 km von Darjeeling und 102 km von Gangtok, der Hauptstadt von Sikkim, entfernt.

## Bevölkerung
Bei der Volkszählung in Indien 2011 hatte Soreng 3818 Einwohner, die in 887 Haushalten lebten.

## Sehenswürdigkeiten
Soreng ist ein Reiseziel für den Naturtourismus, Ausgangspunkt für Besuche im Barsey Rhododendron Sanctuary und für Gletscher-Touren.